# Cliffortia
Cliffortia es un género con 172 especies de plantas perteneciente a la familia de las rosáceas.

## Taxonomía
Cliffortia fue descrita por Carlos Linneo y publicado en Species Plantarum 2: 1038, en el año 1753. La especie tipo es: Cliffortia polygonifolia L. 

## Especies seleccionadas
- Cliffortia acerosa
- Cliffortia acockii
- Cliffortia aculeata
- Cliffortia acutifolia
- Cliffortia alata
- Cliffortia amplexistipula
- Cliffortia apiculata
- Cliffortia aequatorialis
- Cliffortia arachnoidea
- Cliffortia arborea
- Cliffortia arcuata
- Cliffortia atrata